# Modena Volley 2022-2023
Questa voce raccoglie le informazioni riguardanti il Modena Volley nelle competizioni ufficiali della stagione 2022-2023.

## Stagione
Nella stagione 2022-23 il Modena Volley assume la denominazione sponsorizzata di Valsa Group Modena.
Disputa la Supercoppa italiana, chiudendo al quarto posto a seguito delle sconfitte in semifinale contro la Lube e nella finale per il terzo posto contro la Trentino.
Partecipa per la cinquantacinquesima volta alla Superlega: chiude la regular season di campionato al terzo posto in classifica, qualificandosi per i play-off scudetto, dove viene sconfitta nei quarti di finale dalla You Energy. Accede quindi ai play-off 5º posto, arrivando in semifinale, dove è battuta dalla Sir Safety Perugia.
A seguito del terzo posto in classifica al termine del girone di andata, si qualifica per la Coppa Italia: è eliminata nei quarti di finale dalla Trentino.
I risultati ottenuti nella stagione 2021-22 consentono al Modena di disputare la Coppa CEV; conquista il trofeo per la quarta volta, battendo in finale il Roeselare: gli emiliani infatti, dopo aver perso la gara di andata per 3-0, vincono quella di ritorno con lo stesso risultato, vincendo poi anche il golden set.

## Organigramma societario
Area direttiva
- Presidente: Giulia Gabana
- Vicepresidente: Michele Storci
- Direttore generale: Andrea Sartoretti
- Direttore sportivo: Alberto Casadei
- Team manager: Fabio Donadio
- Responsabile palasport: Filippo Consorti
- Direttore operativo: Elisa Bergonzini

Area tecnica
- Allenatore: Andrea Giani
- Allenatore in seconda: Sebastian Carotti
- Assistente allenatore: Nicolò Zanni
- Scout man: Roberto Ciamarra

Area comunicazione
- Addetto stampa: Gian Paolo Maini, Alessio Molinari Bucarelli
- Responsabile comunicazione: Pietro Barone
- Social media manager: Caterina Cigarini

Area marketing
- Area commerciale: Giuseppe Goldoni, Andrea Parenti
- Responsabile rapporti sponsor e eventi: Elisa Pratizzoli
- Biglietteria: Francesca Plasmati, Nicole Rinaldi

Area sanitaria
- Staff medico: Michel Sabbagh, Lorenzo Segre, Fabio Serafini
- Preparatore atletico: Oscar Berti
- Fisioterapista: Pietro Bavuti, Antonio Brogneri

## Rosa
| N° | Nome                 | Ruolo | Data di nascita   | Nazionalità sportiva |
| -- | -------------------- | ----- | ----------------- | -------------------- |
| 1  | Bruno de Rezende     | P     | 2 luglio 1986     | Brasile              |
| 3  | Lorenzo Pope         | S     | 12 giugno 2001    | Australia            |
| 4  | Nicolas Maréchal     | S     | 4 marzo 1987      | Francia              |
| 5  | Riccardo Gollini     | L     | 5 luglio 2000     | Italia               |
| 6  | Giovanni Sanguinetti | C     | 14 aprile 2000    | Italia               |
| 7  | Dragan Stanković     | C     | 18 ottobre 1985   | Italia               |
| 9  | Earvin N'Gapeth      | S     | 12 febbraio 1991  | Francia              |
| 10 | Lorenzo Sala         | O     | 15 settembre 2002 | Italia               |
| 11 | Tobias Krick         | C     | 22 ottobre 1998   | Germania             |
| 12 | Adis Lagumdžija      | O     | 29 marzo 1999     | Turchia              |
| 14 | Tomas Rousseaux      | S     | 31 marzo 1994     | Belgio               |
| 15 | Elia Bossi           | C     | 15 agosto 1994    | Italia               |
| 16 | Nicola Salsi         | P     | 13 settembre 1997 | Italia               |
| 21 | Salvatore Rossini    | L     | 13 luglio 1986    | Italia               |
| 24 | Andrea Malavasi      | S     | 23 giugno 2005    | Italia               |
| 90 | Tommaso Rinaldi      | S     | 9 novembre 2001   | Italia               |

## Mercato
| Acquisti | Acquisti         | Acquisti          | Acquisti   |
| R.       | Nome             | da                | Modalità   |
| -------- | ---------------- | ----------------- | ---------- |
| C        | Elia Bossi       | Top Volley Latina | definitivo |
| C        | Tobias Krick     | Top Volley Latina | definitivo |
| O        | Adis Lagumdžija  | You Energy        | definitivo |
| S        | Nicolas Maréchal | -                 | definitivo |
| S        | Lorenzo Pope     | Eastside Hawks    | definitivo |
| S        | Tommaso Rinaldi  | Top Volley Latina | definitivo |
| S        | Tomas Rousseaux  | Katowice          | definitivo |

| Cessioni | Cessioni             | Cessioni    | Cessioni   |
| R.       | Nome                 | a           | Modalità   |
| -------- | -------------------- | ----------- | ---------- |
| O        | Nimir Abdel-Aziz     | Halkbank    | definitivo |
| C        | Tobias Krick         | -           | svincolato |
| S        | Yoandy Leal          | You Energy  | definitivo |
| C        | Daniele Mazzone      | Emma Villas | definitivo |
| S        | Swan N'Gapeth        | Emma Villas | definitivo |
| S        | Maarten van Garderen | Emma Villas | definitivo |

## Risultati

### Superlega

#### Girone di andata
| 1ª giornata - 1º ottobre 2022 PalaSanLazzaro, Padova            | Padova             | 3 - 2 | Modena             | 25-22, 16-25, 25-17, 23-25, 15-11 |
| 2ª giornata - 9 ottobre 2022 PalaPanini, Modena                 | Modena             | 3 - 1 | You Energy         | 25-21, 15-25, 25-22, 25-23        |
| 3ª giornata - 16 ottobre 2022 PalaCivitanova, Civitanova Marche | Lube               | 3 - 0 | Modena             | 25-21, 25-13, 25-19               |
| 4ª giornata - 23 ottobre 2022 PalaPanini, Modena                | Modena             | 2 - 3 | Powervolley Milano | 26-24, 21-25, 25-21, 23-25, 14-16 |
| 5ª giornata - 24 novembre 2022 PalaEvangelisti, Perugia         | Sir Safety Perugia | 3 - 0 | Modena             | 25-17, 25-16, 25-20               |
| 6ª giornata - 6 novembre 2022 PalaPanini, Modena                | Modena             | 3 - 0 | Top Volley Latina  | 25-15, 25-19, 25-20               |
| 7ª giornata - 13 novembre 2022 PalaMensSana, Siena              | Emma Villas        | 1 - 3 | Modena             | 15-25, 25-19, 25-27, 23-25        |
| 8ª giornata - 20 novembre 2022 PalaMazzola, Taranto             | Prisma Taranto     | 1 - 3 | Modena             | 25-22, 23-25, 20-25, 19-25        |
| 9ª giornata - 27 novembre 2022 PalaPanini, Modena               | Modena             | 3 - 1 | Verona             | 25-19, 14-25, 25-18, 25-22        |
| 10ª giornata - 4 dicembre 2022 Arena di Monza, Monza            | Milano             | 1 - 3 | Modena             | 25-22, 22-25, 23-25               |
| 11ª giornata - 26 ottobre 2022 PalaPanini, Modena               | Modena             | 1 - 3 | Trentino           | 21-25, 21-25, 27-25, 20-25        |

#### Girone di ritorno
| 12ª giornata - 18 dicembre 2022 PalaPanini, Modena                        | Modena             | 3 - 0 | Padova             | 25-23, 25-20, 25-23               |
| 13ª giornata - 26 dicembre 2022 PalaBanca, Piacenza                       | You Energy         | 0 - 3 | Modena             | 22-25, 19-25, 17-25               |
| 14ª giornata - 7 gennaio 2023 PalaPanini, Modena                          | Modena             | 3 - 0 | Lube               | 25-16, 25-21, 25-19               |
| 15ª giornata - 15 gennaio 2023 Palalido, Milano                           | Powervolley Milano | 3 - 1 | Modena             | 23-25, 30-28, 25-18, 25-21        |
| 16ª giornata - 22 gennaio 2023 PalaPanini, Modena                         | Modena             | 1 - 3 | Sir Safety Perugia | 25-23, 23-25, 16-25, 18-25        |
| 17ª giornata - 29 gennaio 2023 Palazzetto dello Sport, Cisterna di Latina | Top Volley Latina  | 1 - 3 | Modena             | 22-25, 23-25, 25-20, 23-25        |
| 18ª giornata - 4 febbraio 2023 PalaPanini, Modena                         | Modena             | 3 - 1 | Emma Villas        | 34-32, 25-12, 20-25, 28-26        |
| 19ª giornata - 12 febbraio 2023 PalaPanini, Modena                        | Modena             | 3 - 1 | Prisma Taranto     | 25-22, 25-16, 20-25, 25-18        |
| 20ª giornata - 19 febbraio 2023 PalaOlimpia, Verona                       | Verona             | 3 - 2 | Modena             | 25-19, 28-26, 19-25, 20-25, 15-10 |
| 21ª giornata - 5 marzo 2023 PalaPanini, Modena                            | Modena             | 2 - 3 | Milano             | 23-25, 18-25, 30-28, 25-18, 16-18 |
| 22ª giornata - 12 marzo 2023 PalaTrento, Trento                           | Trentino           | 3 - 0 | Modena             | 25-18, 25-20, 25-22               |

#### Play-off scudetto
| Quarti di finale (gara 1) - 19 marzo 2023 PalaPanini, Modena  | Modena     | 3 - 2 | You Energy | 25-19, 23-25, 25-19, 20-25, 15-11 |
| Quarti di finale (gara 2) - 22 marzo 2023 PalaBanca, Piacenza | You Energy | 2 - 3 | Modena     | 25-19, 21-25, 25-22, 21-25, 13-15 |
| Quarti di finale (gara 3) - 26 marzo 2023 PalaPanini, Modena  | Modena     | 0 - 3 | You Energy | 21-25, 22-25, 23-25               |
| Quarti di finale (gara 4) - 2 aprile 2023 PalaBanca, Piacenza | You Energy | 3 - 0 | Modena     | 25-20, 25-21, 25-20               |
| Quarti di finale (gara 5) - 10 aprile 2023 PalaPanini, Modena | Modena     | 2 - 3 | You Energy | 25-19, 25-17, 20-25, 21-25, 12-15 |

#### Play-off 5º posto
| 1ª giornata - 16 aprile 2023 PalaPanini, Modena       | Modena             | 2 - 3 | Milano | 23-25, 19-25, 25-23, 25-22, 11-15 |
| 2ª giornata - 19 aprile 2023 PalaSanLazzaro, Padova   | Padova             | 3 - 2 | Modena | 25-21, 22-25, 25-21, 26-28, 15-11 |
| 4ª giornata - 25 aprile 2023 PalaEvangelisti, Perugia | Sir Safety Perugia | 3 - 0 | Modena | 25-22, 25-21, 34-32               |
| 5ª giornata - 30 aprile 2023 PalaPanini, Modena       | Modena             | 3 - 1 | Verona | 25-22, 18-25, 27-25, 25-23        |
| Semifinali - 7 maggio 2023 PalaEvangelisti, Perugia   | Sir Safety Perugia | 3 - 0 | Modena | 25-18, 25-12, 25-17               |

### Coppa Italia
| Quarti di finale - 28 dicembre 2022 PalaPanini, Modena | Modena | 1 - 3 | Trentino | 25-17, 26-28, 22-25, 20-25 |

### Supercoppa italiana
| Semifinale - 31 ottobre 2022 PalaPirastu, Cagliari       | Lube     | 3 - 0 | Modena | 25-23, 25-23, 25-20        |
| Finale 3º posto - 1º novembre 2022 PalaPirastu, Cagliari | Trentino | 3 - 1 | Modena | 25-14, 23-25, 33-31, 25-18 |

### Coppa CEV
| Sedicesimi di finale (andata) - 10 novembre 2022 Kauppi Sports Center, Tampere | Vammalan       | 0 - 3 | Modena         | 18-25, 22-25, 21-25                  |
| Sedicesimi di finale (ritorno) - 16 novembre 2022 PalaPanini, Modena           | Modena         | 3 - 1 | Vammalan       | 21-25, 25-20, 25-20, 25-18           |
| Ottavi di finale (andata) - 30 novembre 2022 Atatürk Voleybol Salonu, Smirne   | Arkas          | 0 - 3 | Modena         | 20-25, 25-27, 18-25                  |
| Ottavi di finale (ritorno) - 14 dicembre 2022 PalaPanini, Modena               | Modena         | 3 - 0 | Arkas          | 25-19, 25-16, 25-15                  |
| Play-off (andata) - 11 gennaio 2023 LKH Arena, Luneburgo                       | Lüneburg       | 3 - 2 | Modena         | 25-19, 26-28, 28-26, 18-25, 17-15    |
| Play-off (ritorno) - 25 gennaio 2023 PalaPanini, Modena                        | Modena         | 3 - 1 | Lüneburg       | 27-25, 23-25, 25-17, 25-21           |
| Quarti di finale (andata) - 8 febbraio 2023 Hala Tivoli, Lubiana               | ACH Volley     | 1 - 3 | Modena         | 18-25, 25-17, 16-25, 22-25           |
| Quarti di finale (ritorno) - 15 febbraio 2023 PalaPanini, Modena               | Modena         | 3 - 0 | ACH Volley     | 25-16, 25-16, 25-20                  |
| Semifinale (andata) - 8 marzo 2023 PalaPanini, Modena                          | Modena         | 3 - 1 | Skra Bełchatów | 25-20, 20-25, 25-18, 25-22           |
| Semifinale (ritorno) - 15 marzo 2023 Hala Energia, Bełchatów                   | Skra Bełchatów | 2 - 3 | Modena         | 25-22, 21-25, 25-21, 16-25, 14-16    |
| Finale (andata) - 29 marzo 2023 PalaPanini, Modena                             | Modena         | 0 - 3 | Roeselare      | 21-25, 23-25, 21-25                  |
| Finale (ritorno) - 5 aprile 2023 Tomabelhal, Roeselare                         | Roeselare      | 0 - 3 | Modena         | 25-27, 22-25, 23-25 Golden set: 9-15 |

## Statistiche

### Statistiche di squadra
| Competizione        | Punti | In casa | In casa | In casa | In trasferta | In trasferta | In trasferta | Totale | Totale | Totale |
| Competizione        | Punti | G       | V       | P       | G            | V            | P            | G      | V      | P      |
| ------------------- | ----- | ------- | ------- | ------- | ------------ | ------------ | ------------ | ------ | ------ | ------ |
| Superlega           | 40/5  | 16      | 9       | 7       | 16           | 6            | 10           | 32     | 15     | 17     |
| Coppa Italia        | -     | 1       | 0       | 1       | 0            | 0            | 0            | 1      | 0      | 1      |
| Supercoppa italiana | -     | -       | -       | -       | -            | -            | -            | 2      | 0      | 2      |
| Coppa CEV           | -     | 6       | 5       | 1       | 6            | 5            | 1            | 12     | 10     | 2      |
| Totale              | -     | 23      | 14      | 9       | 22           | 11           | 11           | 47     | 25     | 22     |

G = partite giocate; V = partite vinte; P = partite perse

### Statistiche dei giocatori
| Giocatore      | Superlega | Superlega | Superlega | Superlega | Superlega | Coppa Italia | Coppa Italia | Coppa Italia | Coppa Italia | Coppa Italia | Supercoppa italiana | Supercoppa italiana | Supercoppa italiana | Supercoppa italiana | Supercoppa italiana | Coppa CEV | Coppa CEV | Coppa CEV | Coppa CEV | Coppa CEV | Totale | Totale | Totale | Totale | Totale |
| Giocatore      | P         | PT        | AV        | MV        | BV        | P            | PT           | AV           | MV           | BV           | P                   | PT                  | AV                  | MV                  | BV                  | P         | PT        | AV        | MV        | BV        | P      | PT     | AV     | MV     | BV     |
| -------------- | --------- | --------- | --------- | --------- | --------- | ------------ | ------------ | ------------ | ------------ | ------------ | ------------------- | ------------------- | ------------------- | ------------------- | ------------------- | --------- | --------- | --------- | --------- | --------- | ------ | ------ | ------ | ------ | ------ |
| E. Bossi       | 12        | 40        | 30        | 7         | 3         | 0            | 0            | 0            | 0            | 0            | 1                   | 5                   | 5                   | 0                   | 0                   | 6         | 11        | 7         | 4         | 0         | 19     | 56     | 42     | 11     | 3      |
| B. de Rezende  | 32        | 66        | 27        | 17        | 22        | 1            | 3            | 2            | 0            | 1            | 2                   | 2                   | 1                   | 1                   | 0                   | 11        | 22        | 7         | 3         | 12        | 46     | 93     | 37     | 21     | 35     |
| R. Gollini     | 12        | 0         | 0         | 0         | 0         | 0            | 0            | 0            | 0            | 0            | 2                   | 0                   | 0                   | 0                   | 0                   | 5         | 0         | 0         | 0         | 0         | 19     | 0      | 0      | 0      | 0      |
| T. Krick       | 10        | 50        | 40        | 7         | 3         | 1            | 1            | 0            | 1            | 0            | 1                   | 3                   | 2                   | 1                   | 0                   | 6         | 30        | 24        | 5         | 1         | 18     | 84     | 66     | 14     | 4      |
| A. Lagumdžija  | 28        | 505       | 430       | 35        | 40        | 1            | 15           | 13           | 1            | 1            | 2                   | 22                  | 18                  | 2                   | 2                   | 11        | 185       | 156       | 16        | 13        | 42     | 727    | 617    | 54     | 56     |
| A. Malavasi    | 0         | 0         | 0         | 0         | 0         | 0            | 0            | 0            | 0            | 0            | 0                   | 0                   | 0                   | 0                   | 0                   | 1         | 1         | 1         | 0         | 0         | 1      | 1      | 1      | 0      | 0      |
| N. Maréchal    | 18        | 17        | 14        | 1         | 2         | 1            | 0            | 0            | 0            | 0            | 2                   | 4                   | 4                   | 0                   | 0                   | 9         | 10        | 6         | 1         | 3         | 30     | 31     | 24     | 2      | 5      |
| E. N'Gapeth    | 28        | 368       | 322       | 16        | 30        | 1            | 18           | 18           | 0            | 0            | 2                   | 9                   | 6                   | 0                   | 3                   | 12        | 134       | 108       | 12        | 14        | 43     | 529    | 454    | 28     | 47     |
| L. Pope        | 11        | 9         | 5         | 4         | 0         | -            | -            | -            | -            | -            | 2                   | 10                  | 9                   | 1                   | 0                   | 1         | 0         | 0         | 0         | 0         | 14     | 19     | 14     | 5      | 0      |
| T. Rinaldi     | 32        | 369       | 282       | 29        | 58        | 1            | 12           | 9            | 2            | 1            | 2                   | 23                  | 20                  | 1                   | 2                   | 12        | 142       | 103       | 20        | 19        | 47     | 546    | 414    | 52     | 80     |
| S. Rossini     | 28        | 0         | 0         | 0         | 0         | 1            | 0            | 0            | 0            | 0            | 1                   | 0                   | 0                   | 0                   | 0                   | 12        | 0         | 0         | 0         | 0         | 42     | 0      | 0      | 0      | 0      |
| T. Rousseaux   | 13        | 57        | 52        | 4         | 1         | -            | -            | -            | -            | -            | -                   | -                   | -                   | -                   | -                   | 5         | 6         | 6         | 0         | 0         | 18     | 63     | 58     | 4      | 1      |
| L. Sala        | 31        | 109       | 97        | 6         | 6         | 1            | 6            | 4            | 2            | 0            | 1                   | 12                  | 9                   | 3                   | 0                   | 10        | 56        | 50        | 5         | 1         | 43     | 183    | 160    | 16     | 7      |
| N. Salsi       | 20        | 2         | 1         | 1         | 0         | 1            | 0            | 0            | 0            | 0            | 1                   | 1                   | 0                   | 1                   | 0                   | 6         | 2         | 0         | 2         | 0         | 28     | 5      | 1      | 4      | 0      |
| G. Sanguinetti | 29        | 174       | 125       | 33        | 16        | 1            | 6            | 4            | 1            | 1            | 1                   | 5                   | 4                   | 1                   | 0                   | 12        | 93        | 61        | 16        | 16        | 43     | 278    | 194    | 51     | 33     |
| D. Stanković   | 30        | 189       | 126       | 55        | 8         | 1            | 6            | 3            | 3            | 0            | 2                   | 15                  | 9                   | 6                   | 0                   | 9         | 45        | 26        | 18        | 1         | 42     | 255    | 164    | 82     | 9      |

P = presenze; PT = punti totali; AV = attacchi vincenti; MV = muri vincenti; BV = battute vincenti